# Gino Bianchi
Gino Bianchi (fl. XX secolo) è stato un attore italiano.

## Biografia
Attore caratterista, negli anni dieci fa parte della "Compagnia Italiana di operette Carmen Mariani". Nel 1956 recita nell'operetta Lo shimmy verde.
Negli anni venti è direttore della "Compagnia italiana di operette e opere comiche Jole Pacifici", con la quale interpreta diverse operette, riscuotendo successo in un duetto con la stessa Jole Pacifici, "L'amore è un treno". Passa poi alla compagnia di Guido Altieri.
Recita anche in allestimenti lirici e appare sullo schermo in tre film nel 1939, tra cui Eravamo sette vedove di Mario Mattoli.
Parallelamente alla sua attività cinematografica, continua a lavorare nell'operetta.
Negli anni sessanta prende parte ad alcuni spettacoli girati per la Rai.

## Filmografia
- Tre fratelli in gamba, regia di Alberto Salvi (1939)
- Eravamo sette vedove, regia di Mario Mattoli (1939)
- Ho visto brillare le stelle, regia di Enrico Guazzoni (1939)
- La reggia sul fiume, regia di Alberto Salvi (1940)
- Antonio Meucci, regia di Enrico Guazzoni (1940)
- Alessandro, sei grande!, regia di Carlo Ludovico Bragaglia (1940)
- Boccaccio, regia di Marcello Albani (1940)
- Cantate con me!, regia di Guido Brignone (1940)
- Senza una donna, regia di Alfredo Guarini (1943)
- Rosalba, regia di Ferruccio Cerio, Max Calandri (1944)
- Fiori d'arancio, regia di Hobbes Dino Cecchini (1944)
- L'ultimo sogno, regia di Marcello Albani (1946)
- Sua Altezza ha detto: no!, regia di Maria Basaglia (1953)
- Due sosia in allegria, regia di Ignazio Ferronetti (1956)